# Flashback 2
Flashback 2 — компьютерная игра в жанре квеста, разработанная и выпущенная французской компанией Microïds для платформ Microsoft Windows, PlayStation 5 и Xbox Series X/S. Игра вышла 16 ноября 2023 году. Действие игры происходит в городах и локациях будущего, вдохновение которых было взято из поджанра научной фантастики киберпанк.

## Сюжет
В начале игры главный герой просыпается от голоса Аиши (так герой называет этот голос), которая говорит, что если герой вылезет из криогенной капсулы, у него есть шанс выжить. Выбравшись из капсулы, герой понимает что он сильно ранен, но главный герой видит, что в комнате, где он находится, есть аптечка — использует её и выздоравливает. Дальше путешествует по комнатам заброшенного здания, в котором игрок проснулся. Герой говорит сам с собой, что последнее что он помнит — что он летел на космическом шатле и как оказался в этом месте не знает. Ходя по зданию, главный герой находит комнату, где на столе лежит лазерный пистолет и забирает его. Также герой слышит голос Аиши, которая говорит герою, что она была подключена к криогенной капсуле, а после этого она загрузилась в металлическую руку героя. Аиша называет главного героя по имени Конрад. После этого Конрад спрашивает Аишу, где он находится. Аиша говорит: в городе Вашингтон на планете Титан. Здание, в котором находится Конрад — это лаборатория. Аиша говорит, что Конрад оказался здесь потому что его друг Йен Немечеков поместил Конрада в криогенную капсулу. Также она говорит, что сейчас 22 мая 2134 года. Конрад говорит, что помнит как летал в космическом шатле на Землю, чтобы помешать заговору пришельцев. Конрад спрашивает у Аиши, где сейчас Йен Немечеков; она отвечает, что недавно в лабораторию зашло двое мужчин, которые побили Немечекова, заложили бомбу (взрыв бомбы повредил здания, поэтому проснувшись в лаборатории Конрад видел поврежденное здание, и все комнаты лаборатории были повреждены) в лаборатории и похитили Немечекова. Конрад решил найти Немечекова, надеясь на то, что он сможет прояснить ситуацию о том, как он очутился в лаборатории. Выходя из лаборатории, герой находит на полу визитную карточку, на которой написано «Треугольная мафия поможет вам, обращайтесь».
Выйдя на улицу, Конрад встречает двух прохожих в разговоре с которыми Конрад понимает, что Немечекова похитила Треугольная мафия. После этого герой общается с жителями района на базаре, который находится недалеко от лаборатории. Один из них говорит, что знает, где находится штаб-квартира Треугольной мафии (это ночной клуб Столли) и знает, что руководит этой мафией Майк Корлеони. Также житель говорит, чтобы попасть в ночной клуб надо сказать пароль, житель не знает этого пароля, но советует поговорить про это с Ноем Джейдеком. Найдя на базаре Нойа Джейдека, которому Конрад врёт и говорит, что у него есть визитная карточка от Треугольной мафии и поэтому встретиться с ним — в интересах мафии. Конрад узнаёт пароль и направляется в ночной клуб Столли. В ночном клубе он находит Майка Корлеони, которому он отдаёт визитную карточку Треугольной мафии и говорит своё имя и фамилию Конрад Хард. Конрад спрашивает Корлеони, где находится Немечеков, Корлеони отвечает, что Немечеков занимался в последнее время тёмными делами, чем вызвал гнев очень влиятельных и могущественных людей. Конрад задаёт свой вопрос снова, на что Корлеони говорит, что под ночным клубом находится арена для мехов. И в последнее время один гладиатор (который выступает против Корлеони) по имени Шарк Фу выигрывает все гладиаторские бои на мехах. Корлеони говорит, что если Конрад победит на соревнования Шарка Фу, то он расскажет информацию, которая интересует Конрада. Конрад спрашивает, сколько нужно денег для участия на гладиаторских боях мехов. Корлеони говорит, тысяча кредитов и говорит, если у тебя нет денег, отправляйся в район Тихий океан и найди там компанию, которая называется агентство для работы. Корлеони дарит Конраду карточку для активации антигравитационого мотоцикла и теперь главный герой может быстро перемещаться между районами.
Приехав на мотоцикле в район Тихий океан, Конрад заходит в агентство для работы, там он берёт на выполнение три задания. Первое задание: найти курьера не зная его лица, пола и имени и отдать посылку другим клиентам, чьи имена, лица и пол неизвестен; Конрад выполняет это задание. Во время второго задания — найти Прадер Стэнли — главный герой находит этого человека на складе, где много враждебных роботов, которых герою приходится уничтожить. Когда герой говорит со Стэнли, он уже при смерти, Стэнли говорит, что роботы были посланы корпорацией Титан и он знает очень важный пароль, который говорит герою. Также Стэнли говорит, что этот пароль должен узнать Джок (на английском JOC) и что организация победит. Третий квест, который проходит герой, происходит в лаборатории, в которой мутировавшие животные вырвались на свободу и пытаются убить героя. Во время прохождения квеста игрок встречает девочку, которую нужно спасти. И получает от девочки рентгеновские очки. Благодаря этим очкам главный герой и девочка спасаются из лаборатории.
Выполнив все задания от агентства для работы и заработав тысячу кредитов, герой возвращается в ночной клуб Столли. Там он спускается на нижний уровень, где происходят гладиаторские бои мехов. Герой участвует в гладиаторской драке мехов, побеждает Шарка Фу. И возвращается к Корлеони за ответом, где сейчас находится Немечеков. Корлеони рад победе Конрада и держит своё слово, говорит, что Немечекова надо искать на фабрике в Атлантике. Проникнув на фабрику и убивая некоторых охранников и незаметно прокравшись мимо других охранников, Конрад находит комнату, в которой он незаметно подслушивает разговор инопланетянки Лазурус со своим помощником-охранником. Помощник говорит, что президент Объединённой Мировой Федерации встречается на следующей неделе с лидерами восставших мутантов. Встреча будет происходит в Вашингтоне. Чтобы инопланетянам проникнуть на эту встречу нужен код — заложники, которых инопланетяне похитили, отказались сообщать этот код. В продолжении беседы становится понятно, что в комнате находится ещё связанный начальник охраны президента (из разговора заложника и инопланетянки Лазурус становится понятно, что звать начальника Трилби). Лазурус пытается убедить Трилби сообщить код, но он не соглашается. После этого Лазурус применяет свои инопланетные способности и из её рук появляются молнии, которые пытают (одновременно молнии приносят боль пленнику и помогают Лазурус найти в голове пленника нужную информацию и узнать её) Трилби и она узнаёт от него код (от такой пытки Трилби умирает). После этого Лазурус говорит вслух, что план инопланетян готов к исполнению, всё, что им теперь придется сделать, это проникнуть в здание, где будет находиться президент Фрост и подменит его на одного из своих собратьев-инопланетян. Из других слов, которые сказала Лазурус, становится понятно, что она ненавидит человечество и что она садистка. Так как Лазурус приказывает привести другого пленника для физического и психологического допроса, удивленный помощник спрашивает, зачем это делать, если с помощью своих способностей Лазурус могла всё это узнать у Трилби. На что Лазурус отвечает: тогда не надо было бы делать много боли пленникам, которые остались.
После этого герой ещё перемещается по фабрике и в конце концов находит тюремную комнату, где находятся Немечеков и Джоанна. Освобождая их из камер Конрад говорит с Джоанной, она говорит, что он является членом группы Луканиды, это движение борется против корпорации Титан, которая выкачивает все экологические ресурсы из джунглей. Джоанна спрашивает Немечекова, почему его поместили в тюремную камеру корпорации Титан, на что он отвечает, что торговал запрещёнными компонентами на чёрном рынке. Конрад спрашивает Джоанну, почему она оказалась на фабрике, на что она отвечает, что кое-кого искала здесь. Джоанна говорит по электронной рации с Джейсоном Оконнором (как сказала Джоанна, он лидер Луканидов). Группа, в которую входит Конрад, Джоанна и Немечков с помощью Оконнера, который открыл некоторые закрытые двери. Прорываются с боем к выходу из фабрики и отправляются в штаб-квартиру Луканидов. Дальнейшие события происходят через пару дней. Конрад, Немечков, Джоанна, Оконнор говорят (о том, что делать дальше) в штаб-квартире Луканидов. Как оказалось, в группе Луканидов (сейчас в штабе) всего два человека — Джоанна и Оконнор. Конрад снова говорит, что очень важно помешать планам инопланетян подменить президента Объединённой Мировой Федерации на своего сородича-инопланетянина. Во время разговора с группой Конрад вспоминает, что у него есть специальные очки, которые помогают отличить инопланетян от обычного гражданина Земли. Но сложность в очках в том, что сейчас они находятся в городе Токио будущего. Конрад говорит, что отправится за очками. Дальше Джоанна говорит, что группа должна помочь Конраду и придумает кодовое название группе Мандрагора. Оконнор говорит с Конрадом о том, что его фальшивая ID-карта готова. В разговоре с Оконнором Конрад вспоминает, что один умирающий мужчина попросил передать код мужчине по имени Joc (с английского аббревиатура James O Connor). Оконнор говорит, что действительно ему должны были передать этот код и благодарит Конрада за помощь. Оконнор говорит, что этот код поможет Луканидам взломать стелс-корабль.
Перед уходом Конрада из штаб квартиры Луканидов Немечков хочет поговорить с Конрадом. Немечков благодарит за спасение Конрада. Конрад спрашивает его, почему он проснулся в криогенной капсуле. Когда последние его воспоминания были о том, что он на космическом корабле летит на землю. Немечков говорит, что Конрад проснулся не в криогенной капсуле, а проснулся в машине для клонирования. И что Конрад клон, а не настоящий Конрад. Он продолжает диалог и говорит, что он вместе с профессором Кларком разработал план как остановить инопланетян. Единственным гарантированным планом было создать ещё одного Конрада. Так два Конрада могут бороться на два фронта. Немечков узнал от профессора Кларка как создать машину для клонирования и покупал для этого незаконные ингредиенты на чёрном рынке. Всё это делалось для создания клона Конрада; когда Немечков покупал необходимые ингредиенты на чёрном рынке, его похитила Треугольная мафия и потом он оказался в плену на заводе, где Конрад его спас. Программа Аиша, которая встроена в металлическую руку Конрада, подтверждает слова Немечкова, что хоть генетический код Конрада и похож на код оригинального Конрада, но он несколько изменён и не совпадает с оригиналом. Конраду с трудом верится в такую действительность, после этого он направляется в город Токио будущего.

## Разработка
В мае 2021 года Microids французская компания объявила что будет разработчиком и издателем компьютерной игры Flashback 2. Так же сотрудники компании сообщили а том что игра будет продолжением Flashback, главным героем будет герой предыдущие части Конрад Харт. Игра выйдет в 2022 году на платформах Windows, PlayStation 5, Xbox Series X/S. супервайзером этого проекта назначен Поль Кюссе (руководитель который создал компьютерную игру Flashback). Разработчики игры показали в июне 2022 года первый трейлер игры и сказали что игра будет готова зимою 2022 года. В 2022 году игра не вышла, в апреле 2023 года разработчики сообщили новую дату выхода игры ноябрь 2023 года. Разработчики показали новый трейлер игры. В июле 2023 разработчики сообщили точную дату 16 ноября 2023 и показали новый трейлер. В августе и октябре 2023 года разработчики показали еще новые трейлеры игры. 16 ноября 2023 года игра Flashback 2 вышла, разработчики сообщили что игра выйдет не только на консолях PlayStation 5 и Xbox Series X/S. А выйдет еще на консолях PlayStation 4, Xbox One и Switch, по словам разработчиков это будет в начале 2024 года.

## Критика и отзывы
| Русскоязычные издания | Русскоязычные издания |
| Издание               | Оценка                |
| --------------------- | --------------------- |
| StopGame.ru           | Проходняк             |

Компьютерная игра получила отрицательные отзывы на сайтах про компьютерные игры. Обозреватель сайта StopGame.ru похвалил игру за геймплей, хорошее совмещения нескольких жанров - стэлс, экшен, квест, неплохую графику и звук. К минусам игры были названы баги, которые есть в игре, плохая оптимизация, неудобная камера в игре и неудобное управление. Так же нет возможность менять сложность игры. Обозреватель сайта goha.ru к минусами игры назвал слабый интеллект NPC, которые помогают игроку. И баги с сохранениям игры, в результате каких игрок (пользователь игры) загружается на 1 или 2 часа раньше своего сохранения. Сайт goha.ru поставил игре Flashback 2 оценку плохо. Обозреватель Сайта kritikanstvo.ru назвал баги самыми слабыми сторонами игры и порекомендовал разработчиками их исправить. По мнению обозревателя, тогда игра будет неплохим Sci-Fi приключением. Обозреватель сайта playground.ru к выше перечисленным минусам добавил, что игра на платформе PlayStation 5 страдает от падения частоты кадров. Еще обозреватель сказал, что игра Flashback 2 будет бороться за звание худшая игра 2023 года. Еще минусами игры было названо короткое прохождение игры - всего 10 часов. Сайт Voxelmash поставил игре 4,5/10, а сайт IGN 2/10.